# Gwent

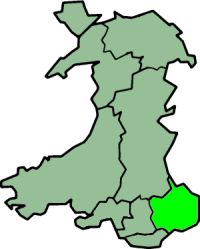
Gwent na tle Walii

Gwent – kraina historyczna, hrabstwo ceremonialne (preserved county) i dawne hrabstwo administracyjne (1974-1996) w południowo-wschodniej Walii, położone nad estuarium rzeki Severn, przy granicy angielskiej.
Obecnie obszar Gwent podzielony jest pomiędzy pięć jednostek administracyjnych: Blaenau Gwent, Caerphilly, Monmouthshire, Newport i Torfaen.
Nazwa hrabstwa pozostaje w użyciu w nazwach wielu lokalnych instytucji, m.in. Gwent Police czy Royal Gwent Hospital.